# Cameron (Louisiana)
Cameron település az Amerikai Egyesült Államok Louisiana államában, Cameron megyében. Lakosainak száma 315 fő (2020. április 1.).

## Története
Cameron városát eredetileg Leesburgnak hívták, bár a postahivatalt, akárcsak a plébániát, Cameronnak nevezték el.
1957-ben Cameront majdnem elpusztította az Audrey hurrikán.

## Népesség
A település népességének változása:

| 2010 | 406 |
| 2020 | 315 |